# 土方竜
土方 竜（ひじかた りゅう）は、アニメ「宇宙戦艦ヤマトシリーズ」の登場人物。

## 概要
対ガミラス帝国戦役時に宇宙戦士訓練学校で古代進の教官を務めていた人物。
常に冷静な判断力や分析力に加え、自分が正しいと信じたことについては越権行為すら辞さないという、決断力や行動力も併せ持つ。また、地の利を活かして戦うなど戦術にも長けている。
『さらば宇宙戦艦ヤマト 愛の戦士たち』（以下、『さらば』）の時点では「土方」のみで名前は設定されておらず、「竜」という名前は『宇宙戦艦ヤマト2』（以下、『ヤマト2』）からの設定である。

## さらば宇宙戦艦ヤマト 愛の戦士たち
太陽系外周艦隊・第11艦隊司令として旗艦であるパトロール艦「ゆうなぎ」に乗艦し、第11番惑星付近のパトロール中、白色彗星帝国前衛艦隊の奇襲攻撃を受けて敗北する。偶然通りかかったヤマトに救出されるが、生き恥をさらすことをいさぎよしとせず、敗戦の責任を取って船と運命を共にすることを望む。しかし、唯一の生存者であることからもヤマトへ収容されて負傷を治療された後、古代たちの要請でヤマト艦長へ就任する。テレザート星宙域での攻防では宇宙気流を利用して敵をおびき寄せ、波動砲で一網打尽にする指揮を執って勝利する。
白色彗星帝国を覆う白色中性子ガス帯が波動砲で消滅した後、白色彗星の本体である都市帝国が現れ、ヤマト乗組員たちが茫然としている中、唯一冷静な判断で都市帝国への攻撃を指示する。その戦闘中、第一艦橋への被弾による致命傷で死亡するが、その直前には古代を次の艦長に任命し、都市帝国攻略の大きな手掛かりを彼らへ与えている。
なお、シナリオ段階では、ヤマト艦長に就任する経緯が若干掘り下げられている。艦長就任の要請は古代だけの案で、他の乗組員たちは白色彗星帝国との戦闘に敗れて唯一生き残った土方の艦長就任に難色を示すが、彼の「艦長ではなく、生き恥をさらした惨めな男の姿をみればいい」という言葉に誰も反論しない。その後、テレザート星宙域での戦闘時の的確な指示により勝利したことで、最終的に艦長として認めている。本編ではカットされたが、若桜木虔の小説版やひおあきらの漫画版では、カットされずに描かれている。

## 宇宙戦艦ヤマト2
『さらば』のリメイクである本作では設定が変更され、対ガミラス帝国戦役後に地球防衛軍連合艦隊司令長官へ就任し、新造戦艦アンドロメダの艦長を兼務している。『さらば』と違い、ヤマトには乗艦していない。
劇中には第1話から登場。アンドロメダのテスト航海に出航する際、地球へ帰還する太陽系外周第3艦隊旗艦ヤマトとのニアミスを経て古代をアンドロメダへ呼び出した際には、進路変更を拒否した理由を問い質して航行進路についての不服を申し立てる彼を論破するなど、かつての教官としての威厳を見せる。
謎のメッセージの発信源を求める古代たちがヤマトで独断出航した際には、アンドロメダで追撃して木星圏でヤマトと対峙するが、再三の警告にも屈しない古代たちの決意と覚悟を汲んで見逃す。これをきっかけに土方も危機意識を高め、白色彗星帝国への対策会議では同席者たちへ「アンドロメダ級の戦艦が、最低5隻（後に10隻以上に変更）は必要です」と戦力の不足を警告し、拡充を要求するに至る。
白色彗星帝国の太陽系侵攻時には独断で地球艦隊を土星域に集結させ、バルゼー艦隊に勝利する。その直後にワープアウトしてきた白色彗星に対しては、地球艦隊に拡散波動砲を斉射させて高速中性子ガスの除去に成功するが、その中から出現した都市帝国の攻撃によって地球艦隊は全滅し、アンドロメダも制御不能に陥る。最後は、古代たちに通信で「生きて最後まで戦え」と言い残し、アンドロメダごと都市帝国への激突死を遂げる。

## PSゲームシリーズ
PS用ゲーム『さらば宇宙戦艦ヤマト 愛の戦士たち』、PS2用ゲーム『宇宙戦艦ヤマト イスカンダルへの追憶』『宇宙戦艦ヤマト 二重銀河の崩壊』に登場。PS2用ゲーム2作では回想シーンや回想ステージに登場する。
基本設定は『ヤマト2』に準じており、地球連合艦隊の提督としてアンドロメダの艦長を務める。また、沖田十三と同期であると本シリーズで明言された。
ストーリー02「地球 - 火星間防衛圏」で初登場。劇中での基本的な活躍は『ヤマト2』と同じだが、終盤は都市帝国との戦闘ではなく『さらば』のアンドロメダの最期に準じており、白色彗星に飲み込まれて戦死する。

## リメイクアニメ
『宇宙戦艦ヤマト』のリメイク作品である『2199』を初作とする本シリーズでは、それまでの作品の設定が反映され、古代と島の士官学校時代の教官、沖田とは宇宙防衛大学時代からの親友と設定されており、劇中では初めて沖田や後輩の山南修とも共演する。リデザイン担当は結城信輝で、モミアゲが長くなっていること以外の容姿の変化はほとんどない。階級は宙将。

### 劇中での登場（リメイクアニメ）
宇宙戦艦ヤマト2199 / 宇宙戦艦ヤマト2199 星巡る方舟
第1話から登場。56歳。歴戦を繰り広げてきた優秀な指揮官であるが、一時期は人材育成への思いから航宙軍士官候補生学校の校長を務めていた（この時の教え子に古代と島がいる）。また、2198年からの1年間、記憶喪失状態の森雪の保護者となっていた。
藤堂に依頼され、空間防衛総隊司令官として月面方面軍や本土防空隊（地上軍の位置付けが明確でなかった初期の設定では各国地上軍防空隊を指揮下に収めるとされていた）などを指揮し、月軌道以内の地球本土防衛を統括する。友人として病身の沖田を気遣い、役目を自分に委ねるよう持ちかけたり、沖田の主治医である佐渡酒造へヤマト乗艦を依頼した。ヤマトの地球発進後にはキリシマへ乗艦し、敬礼を送る。その際、むらかわみちおの漫画版ではヤマトを目掛けて発射された惑星間弾道弾の軌道を変更しようと試みて同弾に攻撃を加えたが、着弾（予想）時刻を数分遅らせる以上の成果はあげられなかった。敬礼後の本編にも、通信や幻覚、メッセージなどでたびたび登場している。太陽系赤道際での雪との通信時や、彼女宛のメッセージでは「必ず帰るんだぞ」と述べている。
『星巡る方舟』では、沖田とヤマトを信じ抜く姿や、月面から回収した斉藤始に毅然とした態度で接する姿が描かれている。
宇宙戦艦ヤマト2202 愛の戦士たち
第3話から登場。60歳。かつて「波動砲艦隊計画」に反対したため、辺境の第十一番惑星を拠点とする外洋防衛師団の司令官の立場へ左遷された。
ガトランティス艦隊の襲撃によって第十一番惑星が壊滅した際にヤマトに救助され、親友の艦の行く末を見届けようと旅に同行することになる。当初は自身を「敗けた男」と評し、艦長代理の古代から2代目艦長就任を依頼されるも固辞して彼らに助言するだけの立場に留まっていたが、後には波動砲の対人使用の責務を古代たちだけに押し付けず一緒に背負おうとの決意から、正式に艦長を拝命する（これにより、古代は戦術長の役職に戻る）。
第24話で最終決戦に臨み、致命傷を負って息絶える寸前には古代を次の艦長に任命するという『さらば』とほぼ同様の最期を迎えるが、本作では死因が艦体への被弾による艦長席の天井の崩落となっている。

## 担当声優
- 木村幌 - 『さらば宇宙戦艦ヤマト 愛の戦士たち』『宇宙戦艦ヤマト2』[14]
- 大塚明夫 - PSゲームシリーズ[15]
- 森山周一郎 - 『特打ヒーローズ 宇宙戦艦ヤマト 〜タイピング拡散波動砲〜』
- 石塚運昇 - 『宇宙戦艦ヤマト2199』から『宇宙戦艦ヤマト2202 愛の戦士たち』第19話まで[16][17][注 4]
- 楠見尚己 - 『宇宙戦艦ヤマト2202 愛の戦士たち』第21話から[17]
- 山寺宏一 - テレビドラマ『アオイホノオ』